# Nader Naderpour
Nader Naderpour, persisch نادر نادرپور, DMG Nāder-e Nāderpūr, (* 6. Juni 1929 in Teheran; † 18. Februar 2000 in Los Angeles) war ein iranisch-US-amerikanischer Schriftsteller und Lyriker.

## Leben
Geboren in eine künstlerisch und kulturell aktive Familie wurde Nader 1950 nach Gymnasium und Abitur im Iran zum Literaturstudium nach Frankreich an die Sorbonne in Paris gesandt.
Nach seiner Rückkehr in den Iran arbeitete Nader Naderpour im Ministerium für Kunst und Kultur und wurde Herausgeber der Monatszeitschrift Honar va Mardom (Kunst und Volk).
1964 ging Nader Naderpour zum Studium der italienischen Literatur nach Rom. Er heiratete 1957 Shahla Hirbod. Aus der Ehe ging eine Tochter hervor. Das Paar trennte sich 1961. Als sich 1968 die Schriftsteller Irans in einem Berufsverband organisierten, gehörte Nader Naderpour zu den Gründungsmitgliedern. Nach seiner Rückkehr in den Iran im Jahr 1971 leitete Nader Naderpour die Abteilung für zeitgenössische Literatur (persisch گروه ادب امروز, DMG Gorūh-e adab-e emrūz) des staatlichen Hörfunk und Fernsehens neben seiner Herausgebertätigkeit bei der Zeitschrift Namayesh (Theater).
Aus Honar va Mardom (Kunst und Volk) war inzwischen ein Kulturprogramm geworden, in dessen Rahmen wöchentliche Livekonzerte in den Parks von Teheran von Radio und Fernsehen organisiert und landesweit übertragen wurden.
Seit 1940 veröffentlichte Nader Naderpour Gedichte. Auch während seiner Tätigkeit beim Ministerium für Kunst und Kultur und beim staatlichen Rundfunk schrieb und publizierte er weiterhin Gedichte.
Nach der Islamischen Revolution wanderte Nader Naderpour 1980 nach Frankreich aus. 1984 heiratete er Jaleh Bassiri, der er seinen letzten Gedichtband widmete. 1987 siedelte er nach Kalifornien in die USA über. Dort lehrte er an der UCLA und der UC Berkeley.
Nader Naderpour starb am 18. Februar 2000. Er ist auf dem Westwood Village Memorial Park Cemetery in Los Angeles bestattet. Nach seinem Tod gründete seine Witwe die Naderpour-Stiftung zu seinem Angedenken.

## Rezeption
Nader Naderpour gilt als klassischer iranischer Dichter der Moderne. Er veröffentlichte insgesamt neun Gedichtbände, die in Auszügen ins Englische, Französische, Deutsche und Italienische übersetzt wurden. Seine Sprache ist in ihrer semantischen Vielschichtigkeit tief mit der klassischen iranischen Dichtkunst verwoben.

## Gedicht (Auswahl)
چه شد كه ماه مراد از كرانه اى نرسيد

شبى رسيد و حريف شبانه اى نرسيد

از آنكه نام خوشش نقش لوح گردون بود

بدست خاك نشينان نشانه اى نرسيد

چگونه ريخت شفق خون روشنائى را

كه پاى صبح به هيچ آستانه اى نرسيد

چنان ز پنجهٔ بيداد شور نغمه گريخت

كه بانگ چنگ بداد ترانه اى نرسيد

غبار غصه بر آئينه ها فرود آمد

ولى نسيم نشاط از كرانه اى نرسيد

به اشك پنجره دم سردى خزان خنديد

لهيب آه گل از گرمخانه اى نرسيد

مگر بهار جوان را سلامت از كف رفت

كه پير گشت و بوصل جوانه اى نرسيد

زمين سخاوت خورشيد را به سخره گرفت

كه آب صافى نورش بدانه اى نرسيد

چنان پرندهٔ مهر از خَدَنْگِ كينه گريخت

كه هر چه رفت به هيچ آشيانه اى نرسيد

مرا به پاس وفا پايمال دشمن كرد

بدست دوست به از اين بهانه اى نرسيد
če šod ke māh-e morād az karāne’ī narasīd

šabī rasīd-o ḥarīf-e šabāne’ī narasīd

az ān-ke nām-e ḫošaš naqš-e lauḥ-e gardūn būd

be-dast-e ḫāk-nešīnān nešane’ī narasīd

če-gūne rīḫt šafaq ḫūn-e raušanā’ī-rā

ke pāy-e ṣobḥ be hīč āstāne’ī narasīd

čenān ze panǧe-ye bīdād šūr-e naġme gorīḫt

ke bāng-e čang be-dād-e tarāne’ī narasīd

ġobār-e ġoṣṣe bar ā’īne-hā forūd āmad

walī nasīm-e nešāṭ az karāne’ī narasīd

be-ašk-e panǧare dam-sardī-ye ḫazān ḫandīd

lahīb-e āh-e gol az garmḫāne’ī narasīd

magar bahār-e ǧawān-rā salāmat az kaff raft

ke pīr gašt-o be-waṣl-e ǧawāne’ī narasīd

zamīn saḫāwat-e ḫoršīd-rā be-soḫre gereft

ke āb-e ṣāfī-ye nūraš be-dāne’ī narasīd

čenān parande-ye mehr az ḫadang-e kīne gorīḫt

ke har če raft be hīč āšiyāne’ī narasīd

ma-rā be-pās-e wafā pāymāl-e došman kard

be-dast-e dūst beh az īn bahāne’ī narasīd
Was geschah, dass der Mond des Wunsches von einem andren Ende nicht herüberdrang?

Dass eine Nacht kam und ein nächtlicher Nebenbuhler nicht herüberdrang,

Von seinem heiteren Namen, dem Abbild auf der Tafel des Firmaments,

kein Zeichen zu den im Staube Sitzenden herüberdrang.

Wie verschüttete die Abendröte das Blut der Helligkeit,

so dass der Fuß des Morgenfrühe zu keiner Schwelle drang.

Wie floh vor der Klaue der Rechtlosigkeit die Leidenschaft der Melodie,

so dass der Ruf der Harfe zum Hilfeschrei des Liedes nicht hinüberdrang.

Der Dunst der Qual legte sich nieder auf die klaren Spiegel,

doch kein Lufthauch der Heiterkeit von einem äußersten Ende herüberdrang.

Der kalte Hauch des Herbstes lachte die Tränen des Fensters an,

die Flamme des Seufzers der Rose aus warmem Gewächshaus heraus nicht drang.

Betrog etwa das scheinbare Wohlsein den jungen Frühling,

so dass er alt ward und zur Vereinigung mit keiner Knospe drang?

Die Erde nahm die Großmut der Sonne so großzügig wahr,

dass das reine Wasser ihres Lichts zu keinem Samenkorn drang.

So floh der Vogel des Lichts vor dem Pfeil der Bosheit,

doch, wohin er auch flog, zu keinem Nest er je drang.

Im Namen der Treue wurde vom Feind ich zertreten;

zum Freund ein Vorwand, besser als dieser, nicht drang.

## Werke
- Eyes and Hands (Augen und Hände), 1954
- Daughter of the Cup, 1955
- The Grape Poem, 1958
- Collyrium of the Sun (Der Lidschatten der Sonne), 1960
- Not Plant and Stone, But Fire (Nicht Pflanze noch Stein, sondern Feuer), 1978
- From the Sublime to the Ridiculous, 1978
- The Last Supper (Das letzte Abendmahl), 1978
- False Dawn, University of Texas, Austin, Tx. 1982
- Blood and Ash, 1989
- Earth and Time, 1996.